# 大阪市電大手前上本町線
大手前上本町線（おおてまえうえほんまちせん）は、大阪市の馬場町停留場 - 上本町二丁目停留場間を結んでいた大阪市電の軌道路線である。全線が上町筋上にあった。

## 路線データ
- 起点：馬場町停留場
- 終点：上本町二丁目停留場
- 営業キロ:0.8km
- 軌間:1,435mm
- 電化方式:直流600V

## 沿革
- 1928年（昭和3年）8月17日：馬場町停留場 - 上本町二丁目停留場間開業。
- 1944年（昭和19年）6月1日：戦時体制下における電力節約のため、上本町一丁目停留場を廃止。
- 1948年（昭和23年）7月1日：上本町一丁目停留場を上町停留場として復活。
- 1952年（昭和27年）6月1日:上町停留場を上本町一丁目停留場に改称。
- 1968年（昭和43年）12月18日：全線廃止。

## 駅一覧
| 停留場名           | キロ程 | 接続路線                       |
| ------------------ | ------ | ------------------------------ |
| 馬場町停留場       | 0.0    | 大阪市電：谷町寝屋川線・城南線 |
| 上本町一丁目停留場 | 0.5    |                                |
| 上本町二丁目停留場 | 0.8    | 大阪市電：玉造線               |

## 通過していた電車の系統
- 4号系統
- 14号系統

## バス路線
- 現在は62号系統・85号系統のバスが走っている。[1]